# 荆国大长公主
荆国大长公主（988年—1051年），宋太宗第九女。母方贵妃（宋太宗生前是新安郡君）。
公主小时候不爱玩耍，未尝出闺门。宋太宗为女儿分发珍宝，观察她们的心志。小公主什么都没有拿。至道三年（997年），宋真宗封她为万寿长公主。后改隋国长公主，下嫁李遵勖。李遵勖父李继昌病愈，公主在李继昌生日以媳妇待公公礼拜见。宋真宗知道，秘密以兼衣、宝带、器模式币助其祝寿。李遵勖宾客皆一时的贤士，每次宴会，公主必亲自检查酒菜。一次有盗贼入公主府第，皇帝命有司讯捕。公主请将所逮捕之人放出，用自己的钱悬赏告发，果然抓住真盗贼，以法当死，公主又请赦免他们。历封越、宿、鄂、冀四国公主。宋仁宗明道元年（1032年），进魏国公主。
李遵勖出守许州，突然得病，公主想驾车去探望，左右对她说：“须奏陛下，得报乃可行，”公主不待奏报而往，跟从的只有五六人。皇帝知道，马上命内侍督促诸县巡逻士兵来公主之车驾。
其后，公主为李遵勖居丧，衰麻未尝离身，丧服除，也不再穿华丽的依附。在宫中宴会，皇帝亲自为她戴簪花，她推辞：“自誓不复为此久矣。”洗澡时跌倒在地，伤右肱，皇帝遣内侍责罚侍者，公主说：“早衰力弱，不任步趋，非左右之过。”因此侍者都得免罪。
公主擅长写书扎，喜读图书史籍，能做歌诗，特别擅长女工之事。曾经告诫诸子要“忠义自守，无恃吾以速悔尤”，将庶子视与己出。后来患眼病，宋仁宗带御医诊视，自后妃以下都至公主府第问候。宋仁宗亲舐舔公主的眼睛，左右都感动的哭了，宋仁宗也悲恸说：“先帝（宋真宗）兄弟姐妹十有四人，现今仅剩大公主，怎么得这种病！”再问公主的子孙有什么需要，公主说：“怎么可以母亲的病来邀赏？”宋仁宗赐下白金三千两，公主推辞不受。宋仁宗对随从大臣说：“公主的病，要是能转移给朕，朕也不会躲避。”公主虽然失明，平时休息靠着几案，冲淡自若。告诫诸子说：“汝父遗令：柩中无藏金玉，时衣数袭而已。吾殁后当亦如是。”
皇祐三年（1051年），公主薨，年六十四岁。皇帝亲临祭奠，辍朝五日。追封齐国大长公主，谥号献穆。宋徽宗时改封荆国大长公主。政和年间改献穆大长帝姬。